# 王の写本

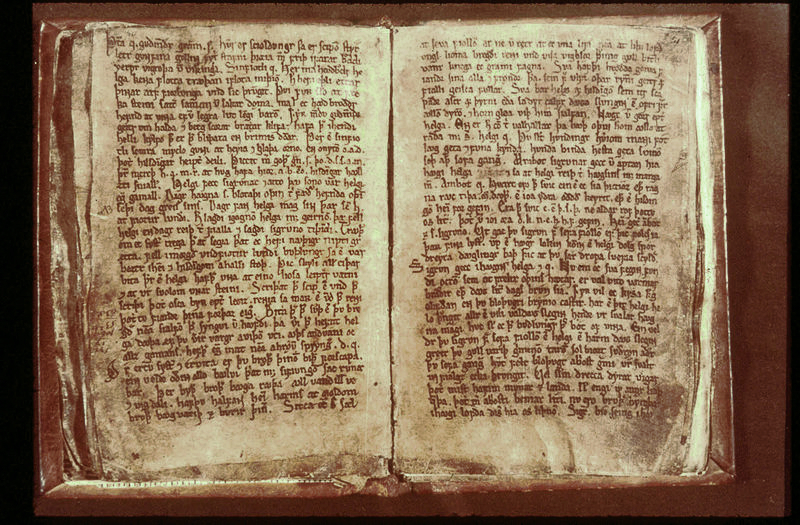
王の写本を開いた姿。

王の写本（おうのしゃほん、アイスランド語：Konungsbók、ラテン語：Codex Regius, 王書、王室写本、欽定写本、レギウス写本とも。）は、『詩のエッダ』(Sæmundar-Eddu)が記録されているアイスランド語の写本（コデックスも参照）である。写本番号は「GKS 2365 4to」など。

## 概要
写本は、45枚の羊皮紙でできており、1270年代に書かれたと考えられている。
ただし32枚目の後にあった8枚のページが、現在はなくなってしまっている。
失われたのは『シグルドリーヴァの言葉』の終わりの部分から『シグルズの歌断片』の終わりの部分までであり、なくなった部分に書かれていたことは『ヴォルスンガ・サガ』の内容から想像できると考えられている。
この写本に収録された詩の大部分が、唯一の情報源となっている。
1643年に、当時アイスランド南部の村スカールホルトで司教をしていたブリンニョウルヴル・スヴェインスソンの財産となるまで、その所在はまったくの不明であった。そして1662年、彼はデンマーク王フレデリク3世にその写本を贈った。
写本はその後、1971年4月21日までコペンハーゲンにある王立図書館で保管された。
それからレイキャビクへ運ばれ、以後はアウルトニ・マグヌッソン研究所で保管されている。そのような貴重な荷物を運ぶにあたり、飛行機での移動が十分に信頼されている時代ではなかったため、写本は儀仗兵に伴われて船で運ばれていった。

## 内容
- Völuspá - 『巫女の予言』
- Hávamál - 『高き者の言葉（ハーヴァマール）』
- Vafþrúðnismál - 『ヴァフスルーズニルの言葉』
- Grímnismál - 『グリームニルの言葉』
- Skírnismál - 『スキールニルの言葉』
- Hárbarðsljóð - 『ハールバルズの歌』
- Hymiskviða - 『ヒュミルの歌』
- Lokasenna - 『ロキの口論（ロカセナ）』
- Þrymskviða - 『スリュムの歌』
- Völundarkviða - 『ヴォルンドの歌』
- Alvíssmál - 『アルヴィースの言葉』
- Helgakviða Hundingsbana I - 『フンディング殺しのヘルギの歌 その一』
- Helgakviða Hjörvarðssonar - 『ヒョルヴァルズの息子ヘルギの歌』
- Helgakviða Hundingsbana II - 『フンディング殺しのヘルギの歌 その二』
- Frá dauða Sinfjötla - 『シンフィヨトリの死について』
- Grípisspá - 『グリーピルの予言』
- Reginsmál - 『レギンの言葉』
- Fáfnismál - 『ファーヴニルの言葉』
- Sigrdrífumál - 『シグルドリーヴァの言葉』
- The Great Lacuna - 欠損部分
- Brot af Sigurðarkviðu - 『シグルズの歌断片』
- Guðrúnarkviða I - 『グズルーンの歌 その一』
- Sigurðarkviða hin skamma - 『シグルズの短い歌』
- Helreið Brynhildar -『ブリュンヒルドの冥府への旅』
- Dráp Niflunga - 『ニヴルング族の殺戮』
- Guðrúnarkviða II - 『グズルーンの歌 その二』
- Guðrúnarkviða III - 『グズルーンの歌 その三』
- Oddrúnargrátr - 『オッドルーンの嘆き』
- Atlakviða - 『アトリの歌』（『グリーンランドのアトリの歌』とも）
- Atlamál - 『アトリの言葉』（『グリーンランドのアトリの詩』とも）
- Guðrúnarhvöt - 『グズルーンの扇動』
- Hamðismál - 『ハムジルの言葉』

## 『スノッリのエッダ』の『王の写本』
『スノッリのエッダ（散文のエッダ）』を伝える主要な写本のうちの1つ（GKS 2367 4to）もまた、『王の写本』(Konungsbók Sn-E)という名前がついている。成立は14世紀前半にまで遡り、55枚のベラム皮紙で作られている。
それはまた、前述の、ブリンニョウルヴルからフレデリク3世への贈り物の中の1つであった。1985年にアイスランドに返却され、現在はアウルトニ・マグヌッソン研究所に置かれている。